# Samu

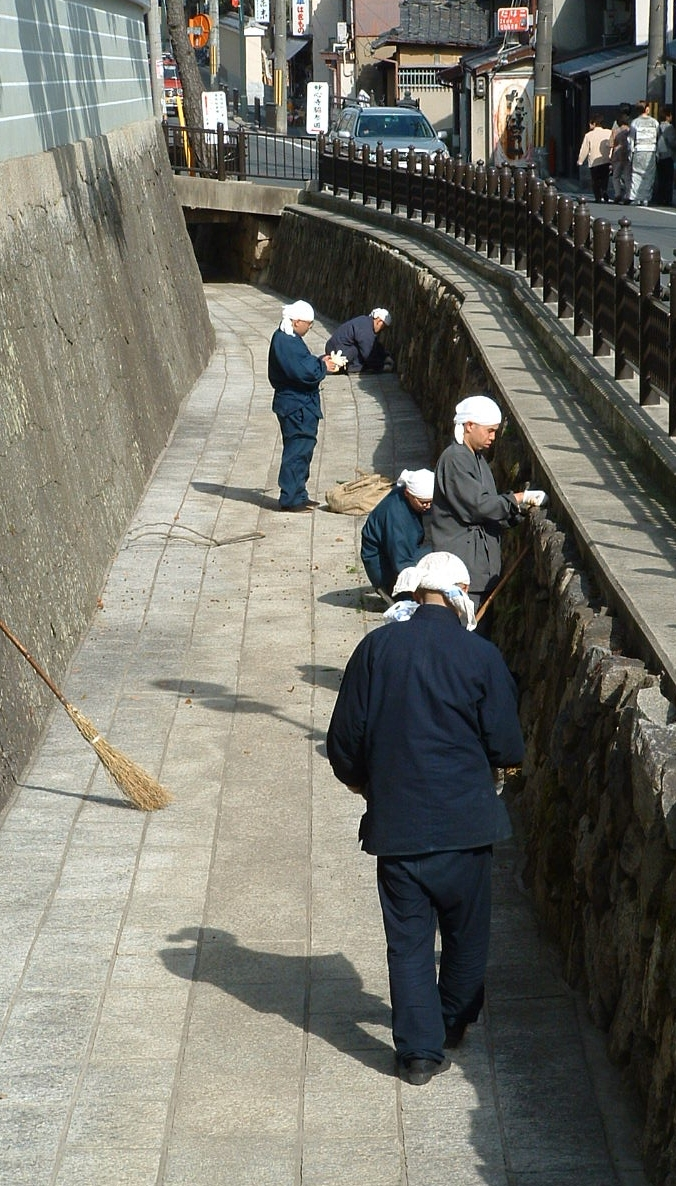
Zen-Mönche beim Samu im Myōshin-ji

Samu (japanisch 作務) ist eine zentrale Praxis im Zen-Buddhismus, die meditative Arbeit bezeichnet, die ebenso wie die Sitzmeditation (Zazen) zur Erlangung vollkommenen Gewahrseins führen kann. Ursprünglich von Baizhang Huaihai etabliert, ist Samu integraler Bestandteil der klösterlichen Disziplin und wird in vielen Zen-Klöstern bis heute praktiziert. Diese Praxis umfasst alltägliche Aufgaben wie Kochen, Putzen und Gartenarbeit, die mit Achtsamkeit und Hingabe ausgeführt werden, um die Einheit von Arbeit und Arbeiter zu erlangen.

## Definition und Ursprung von Samu
Samu ist traditionell die Mitwirkung an der körperlichen Arbeit, die zur Aufrechterhaltung des Zen-Klosters notwendig ist. Der Überlieferung nach wurde dies von Baizhang Huaihai betont, dem die Aufstellung eines frühen Regelwerks für die klösterliche Disziplin des Chan (chinesisches Zen) zugeschrieben wird, die Reinen Regeln von Baizhang.  Da die Zen-Mönche Landwirtschaft betrieben, half ihnen dies, die Große chinesische Anti-Buddhistische Verfolgung besser zu überstehen als andere Klöster, die mehr auf Spenden angewiesen waren. Diese Regeln werden auch heute noch in vielen Zen-Klöstern angewendet. Aus diesem Text stammt der bekannte Spruch „Ein Tag ohne Arbeit ist ein Tag ohne Essen“ (一日不做一日不食 „Ein Tag nicht arbeiten, ein Tag nicht essen“).

## Samu in der Zen-Tradition
Samu ist im Zen-Buddhismus die Bezeichnung für das meditative Arbeiten das ebenso zum vollkommenen Gewahrsein führen kann wie die Übung des Zazen.
Körperliche Arbeit wie Kochen und Gemüseschneiden in der Küche, Putzen (sōji 掃除) und Gartenarbeit sind im Zen eine Erweiterung der Meditationspraxis. In der Sōtō-Tradition (曹洞宗) gibt es das Ideal des „shikantaza“ (只管打坐), eine Sitzmeditation (Zazen) ohne Zielstreben. Es geht nicht darum, Erleuchtung (satori) zu erlangen, denn das „absichtlose Sitzen“ an sich ist bereits alles, was es braucht. Dementsprechend gibt es auch das „shikan-samu“ (只管作務), eine Arbeit, bei der es nicht wie im Arbeitsleben um Effizienz und Leistung geht, sondern darum dass Arbeit und Arbeitender eins sind. Während der Samu-Praxis tragem Mönche und Nonnen der meisten japanischen buddhistischen Traditionen ein Samue.

## Praktische Aspekte und spirituelle Bedeutung
Zahlreiche Zen-Erzählungen berichten von Momenten der plötzlichen Einsicht (Kenshō oder Satori), die sich nicht während der Meditation, sondern bei alltäglichen Tätigkeiten wie dem Gemüseschneiden in der Küche oder dem Fegen des Klosterhofs ereignen. Diese Praxisform, bekannt als Samu, spielt auch im modernen Zen eine zentrale Rolle, insbesondere während intensiver Übungsperioden wie Sesshins. Dort wird Samu regelmäßig auch von Laien praktiziert, um die Integration der Zen-Haltung in den Alltag vorzubereiten. 
Im Mittelpunkt steht dabei nicht das äußere Ergebnis der Arbeit oder die Geschwindigkeit ihrer Ausführung, sondern die Qualität der Aufmerksamkeit im Tun. Entscheidend ist das Wie, die innere Haltung, mit der jede Handlung ausgeführt wird. Samu wird in der Regel ein bis zwei Stunden pro Tag als Ergänzung zum formellen Zazen (Sitzmeditation) geübt. 

## Samu in der modernen Zen-Praxis
Die spirituelle Tiefe dieser Praxis zeigt sich in der völligen Hingabe an die jeweilige Tätigkeit: Der Übende führt jede ihm übertragene Arbeit mit voller Präsenz und Achtsamkeit aus, sei es beim Putzen, Kochen oder handwerklichen Arbeiten. So wird Samu zu einer unmittelbaren Form der Zen-Übung, in der das Alltägliche zur Übung des Erwachens wird.